# السوداء (جبلة)

تعديل مصدري - تعديل

السوداء محلة تابعة لقرية الدخلة، التابعة لعزلة الشهلي بمديرية جبلة إحدى مديريات محافظة إب في الجمهورية اليمنية، بلغ تعداد سكانها 65 حسب تعداد اليمن لعام 2004.